# James Lawrence (Jurist)

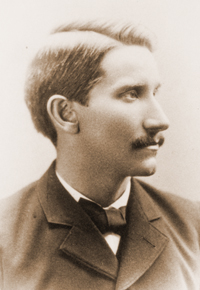
James Lawrence

James Lawrence (* 15. Januar 1851 in Old Washington, Ohio; † 4. Juli 1914 in Brookside, West Virginia) war ein US-amerikanischer Jurist und Politiker (Demokratische Partei). Er war von 1884 bis 1886 Attorney General von Ohio. Der Kongressabgeordnete William Lawrence war sein Vater.

## Werdegang
James Lawrence wurde ungefähr drei Jahre nach dem Ende des Mexikanisch-Amerikanischen Krieges im Guernsey County geboren. Über seine Jugendjahre ist nichts bekannt. Er besuchte öffentliche Schulen und graduierte 1871 am Kenyon College. Auf dem College war er ein Mitglied der Theta Delta Chi und der Phi Alpha Delta. Dann studierte er Jura bei Joseph W. White in Cambridge (Ohio). Seine Zulassung als Anwalt erhielt er 1874. Er zog nach Cleveland (Ohio) und begann in der Kanzlei von G.H. Foster zu praktizieren an. Am Ende wurde er sein Partner und blieb es bis 1893. Danach wurde er Chef bei Lawrence and Estep.
Die Demokratische Partei nominierte Lawrence 1883 für das Amt des Attorney General. Bei der folgenden Wahl errang er einen Sieg gegenüber dem Republikaner Moses B. Earnhart. 1885 kandidierte Lawrence erneut für das Amt, verlor aber gegenüber dem Republikaner Jacob A. Kohler. Er heiratete 1888 Jennie Gardner Porter. Das Paar hatte drei Kinder. Ihre Namen waren Harriet und die Zwillinge Keith und Margaret R. Lawrence war 1893 und 1894 Corporate Council der City of Cleveland. Von 1896 bis 1911 war er als Professor für Recht an der School of Law der Western Reserve University tätig. Lawrence wurde 1902 zum Richter am Court of Common Pleas gewählt und 1910 wiedergewählt. Er bekleidete das Amt bis zu seinem Tod am 4. Juli 1914, welcher in Brookside (West Virginia) stattfand, als er mit seiner Ehefrau im Urlaub war.
Lawrence war ein Freimaurer.